# Кински палат
Кинският дворец или Кински палат (на чешки: Palác Kinských) е бивш аристократически дворец, а днес художествена галерия. Разположен е в Стария град на Прага, Чехия.

## История
Дворецът е построен за семейство Голц през XVIII век по проект на Килиан Дитценхофер в стил Рококо. Екстериорът и щукатурата са боядисани в розово и бяло, украсен е със статуи на скулптора Игнац Платцер. През 1768 г. Щепан Кински закупува двореца, докато там служи бащата на Франц Кафка, а бъдещият писател посещава дворцовото училище между 1893 и 1901 г.
От сградата Клемент Готвалд държи реч пред политическите му поддръжници през 1948 г., довела до държавен преврат.